# ماركو ريستيتش (لاعب كرة قدم)
ماركو ريستيتش هو لاعب كرة قدم صربي في مركز الوسط، ولد في 30 مارس 1997 في كروشيفاتس في صربيا. لعب مع نابريداك كروشيفاتس.

## وصلات خارجية
- ماركو ريستيتش (لاعب كرة قدم) على موقع قاعدة بيانات كرة القدم.إي يو (الإنجليزية)
- ماركو ريستيتش (لاعب كرة قدم) على موقع Soccerway.com (الإنجليزية)